# Eslövs distrikt
Eslövs distrikt är ett distrikt i Eslövs kommun och Skåne län. 
Distriktet ligger i och omkring Eslöv. 

## Tidigare administrativ tillhörighet
Distriktet inrättades 2016 och utgörs av en del av området som Eslövs stad omfattade till 1971. Delen utgjordes dels av det område som före 1969 utgjort Remmarlövs socken och dels det område som utgjort Västra Sallerups socken som i sin helhet uppgick i staden 1952.
Området motsvarar den omfattning Eslövs församling hade 1999/2000 och fick 1971 när socknarnas/stadens församlingar gick samman.